# Bucșești
Bucșești – wieś w Rumunii, w okręgu Bacău, w gminie Poduri. W 2011 roku liczyła 1065 mieszkańców.